# Klan Macaulay
Macaulay (MacAulay, McAulay) – szkockie nazwisko i nazwa klanu góralskiego.
Współczesny klan Macaulay grupuje trzy mniejsze klany o tym nazwisku, historycznie wywodzące się z różnych klanów:
- The MacAulays of Ardencaple – właściwy klan Macaulay;
- The MacAulays of Lewis – gałąź klanu Macleod;
- The MacAulays of Ullapool and Loch Broom – gałąź klanu Mackenzie;

Macauyleyowie z Ardencaple wywodzą się od Aulaya (gael. Amhlaoibh), wnuka Ailina, mormaera Lennox z XII. 
Poświęcony mu został gaelicki poemat XIII-wiecznego barda Muireadhach Albanacha -Mairg thréigios inn, a Amhlaoíbh.
Dobra Ardencaple w Lennox ród otrzymał już w XIII w. Nazwisko Macaulay zostało przyjęte na stałe dopiero w w. XVI, choć imię Aulay traktowane jako rodowe, występowało często wcześniej.
W XVI w. Macaulayowie z Ardencaple byli bezpośrednimi wasalami książąt Lennox.
27 maja 1591 Aulay MacAulay of Ardincaple i Allister MacGregor of Glenstrae zawarli sojusz w imieniu swych klanów, deklarując wspólne pochodzenie od Alpin mac Echdacha, króla Dalriady.
Pakt z silniejszymi Macgregorami, do którego przyłączały się okresowo inne klany, był korzystny dla Macayleyów, gdyż ich stan posiadania był stale zagrożony ze strony potężnych Campbellów i Colquhounów. Niewiele brakowało aby ten związek stał się także przyczyną upadku klanu. Po bitwie pod Glenfruin w 1603, gdy Jakub VI ogłosił proskrypcję Macgregorów, tylko opieka książąt Lennox uratowała Macauleyów.
Część Macregorów chroniła się w czasie swej banicji pod opieką wodzów klanu Macauley.
W czasie powstań jakobickich Macaulayowie w większości poparli sprawę Pretendentów.
Wiek XVIII przyniósł osłabienie klanu i przejęcie wielu ziem przez klany Campbellów i Buchananów.